# Erdők, völgyek, szűk ligetek
Az Erdők, völgyek, szűk ligetek kezdetű bujdosódalt Bartók Béla gyűjtötte a Tolna vármegyei Felsőiregen 1906-ban.
Feldolgozások:
| Szerző      | Mire          | Mű                                      | Előadás |
| ----------- | ------------- | --------------------------------------- | ------- |
| Bartók Béla | ének, zongora | Magyar népdalok II.                     | [ 3 ]   |
| Bartók Béla | ének, zongora | Húsz magyar népdal, I. sorozat 3. darab | [ 4 ]   |

## Kotta és dallam
| Erdők, völgyek, szűk ligetek, sokat bujdostam bennetek. Bujdostam én a vadakkal, sírtam a kis madarakkal. | Édesanyám sok szép szava, kire nem hajlottam soha. Hajlanék én, de már késő, hullik fölöttem az eső. | Erdők, völgyek, szűk ligetek, elmegyek már közületek. Gondom nem jól viseltétek, szívem rabbá ejtettétek. |

## Felvételek
- Déli muzsika. Énekel: Martin János, kísér Berki László és zenekara  M3 (Hozzáférés: 2016. március 14.) (videó) 20:50–24:38. (A videó visszatöltését kell kérni, ami 1–2 perc.)